# トミー・ジョン手術
トミー・ジョン手術（トミー・ジョンしゅじゅつ、英: Tommy John Surgery, 側副靱帯再建術）は、肘の腱や靱帯の損傷・断裂に対する手術。
フランク・ジョーブによって考案され、1974年9月25日に世界で初めてこの手術を受けた投手のトミー・ジョンにちなんでこう呼ばれている。投球の際に肘の側副靭帯に大きな負担がかかる野球の投手が受けることの多い手術である。野球以外では、やり投など投擲系の競技者も受けることがある。

## 術式と予後
損傷した腱や靱帯を切除した上で、患者の反対側もしくは同一側の長掌筋から、長掌筋が先天欠如している場合は下腿、臀部、膝蓋腱などから正常な腱の一部を摘出し、これを上腕骨と尺骨に作った孔の中に通し、両端を引っ張った状態で固定することで患部の修復を図る。
移植した腱が靱帯として患部に定着するまでには時間がかかるため、術後には長期に渡るリハビリを行う必要がある。まず、おおよそ2か月をかけて肘の可動域を元に戻していくトレーニングを行い、日常生活において支障なく腕を動かせるようにした後、軽めのウエイトトレーニングを開始する。徐々にウエイトの量を増やしていくのと並行し、腕全体を強化するための様々なトレーニングを始め、日常生活や通常の運動ができるまでに回復したと判断された時点で投球を再開することになる。通常、ここまでの回復に約7か月を要するため、実戦復帰には12か月から15か月が必要となり、一般的には術後18か月で故障前と同レベルの投球ができるようになると考えられている（そのため、1シーズンから2シーズンを棒に振ることになる）。実戦復帰後も球団によって厳しく球数を制限されるため、完全復帰は翌シーズン以降になる。その間、ベテラン選手や複数年契約などの大型契約を締結している選手はそのまま契約を更新・継続して翌シーズン以降の復帰まで猶予するが、プロでの経験年数が少ない若手選手は育成選手として契約を行い、完全復帰の目途が立った段階で改めて支配下登録を結ぶこととなる。
ただし、これは患者が投手の場合で、野手の場合はより短い期間で復帰できる場合が多い。野手の術後はBABIPや長打率、HR/FBの数値が低下する傾向があるというデータがある。
また、日本人選手の術後については、アメリカのスポーツ医学に携わる外科医から「アメリカや中南米の選手とアジアの選手の細胞が組成していくスピードは違うため、日本人選手を12か月から16か月で復帰させたとしても、靭帯の強度や周辺の組織の復元度はアメリカや中南米の選手とは同じにならない。日本人選手には時間的な猶予を多く与えることが必要だ」という意見もある。

## 手術についての調査

### 手術の経験者数
Jon Roegeleの調査によると、1974年から2015年3月までにトミー・ジョン手術（以下TJ手術）を受けたプロ選手数はメジャーやマイナー、複数回を含め900人以上。手術を受けた年度別の人数は2000年代前半から急増し、ここ10年では500人以上の選手が手術を受けている。プロ選手以外にも大学生や高校生などのアマチュア選手がTJ手術を受けることも非常に多いが、アマチュアでは後述の誤解から手術に至るケースがあるため批判的な意見も多い。

### 靭帯損傷の時期
2005年から2014年までの統計によると、TJ手術に至るプロ選手の肘の靭帯損傷が起こった時期はプロ野球シーズン開幕前の3月が最も多く、全体の27パーセントを占める。

### 成功率
最初にトミー・ジョンがこの手術を受けた際は成功率1%未満とされていたが、スポーツ医学専門誌の“The American Journal of Sports Medicine”が1986年から2012年までにTJ手術を受けたメジャーリーグベースボール（以下MLB）傘下の投手を調査したところ、83％がメジャーに復帰し、マイナーも含めると97％が実戦復帰を果たした。成功率向上の要因としては、手術そのものの技術的進歩があったからではなく、リハビリテーションの知識と方法の著しい進歩と改善によるものだとされている。

### 手術の効果への誤解
医学査読誌“The Physician and Sportsmedicine”がアマチュアの野球選手189人とコーチ15人、保護者31人に行った調査によると、「投球パフォーマンスを向上させるために、肘に怪我がなくてもトミー・ジョン手術を受けるべき」だと高校生の51％、大学生の26％、コーチの33％、保護者の37％が誤解していた。
これは「トミー・ジョン手術を受けた投手は球速が増す」という俗説が広まったことによる。実際に術後に2mphから4mph（約3km/hから6km/h）ほど球速が上がった例は数多く、前述の“The American Journal of Sports Medicine”の調査によると手術前の2年と手術後の2年を比較した場合、手術後の方が防御率が良くなっているというデータもある。しかし、2013年の米セイバーメトリクス会議で発表されたデータでは、2007年から2011年にTJ手術を受けた44投手の手術前後のPITCHf/xの測定による平均球速は、術後0.875mph（約1.4km/h）の低下が示された。2014年にアメリカスポーツ医学研究所（ASMI）が2007年から2012年の投手を対象にした調査でも0.79mph（約1.2km/h）の低下が示され、球速が増した例は手術経験者全体からすると少数派となっている。球速が増した理由については、手術そのものの効果ではなく、リハビリテーションにより下半身が鍛えられたり、投球フォームが改善されたことによるとされている。
この他にも「中南米出身の投手にトミー・ジョン手術の経験者が少ない」という誤解も広まっていたが、ASMIの調査によるとアメリカ出身の投手と同じ約16％の投手が手術を受けたことが判明している。また「低いマウンドや柔らかいマウンドでプレーした投手には手術経験者が少ない」という誤解も、同じくASMIの調査により靭帯損傷の発生率に関連性が見られないことが判明している。

## 手術急増の要因についての議論と検証
前述の通り、アメリカではTJ手術を受けたプロ選手の年度別の人数は2000年代前半から急増し、1996年と2012年を比較するとちょうど8倍に増えている。2015年現在、TJ手術が急増した主な原因について確たる答えは見出されていないものの、以下のような説が議論されており、これらの要因が複合的に絡み合うことにより手術が増加したと考えられている。

### 速球の全力投球によるダメージ蓄積
TJ手術の権威として知られる整形外科医のジェームズ・アンドリュースが創立したアメリカスポーツ医学研究所（ASMI）は「常に全力投球で速い球を投げようとすることが、肘の故障を引き起こすリスクを高める」という見解を発表している。
近年のMLBでは速球系球種の球速が増加傾向にあり、中でも平均球速と最高球速の差が小さい若手投手がTJ手術に至っている傾向がある。

### 若年時からのダメージ蓄積
同じくASMIが「若年時からの蓄積によって故障は引き起こされる」という見解を発表している。
ASMIが10年間で500人のアマチュア選手のデータを集めた調査によると、年間の投球イニング数や1試合あたりの投球数が多ければ多いほど肩や肘の故障の確率が上昇していることが判明している。また、2011年にアメリカ整形外科学会が9歳から14歳の投手481人の10年後を調査した結果によると、年間100イニング以上投げた投手が肘や肩の手術を受けるか野球を断念する確率は3.5倍になっているという。2014年にはMLBと米国野球連盟が18歳以下のアマチュア投手を対象にした故障防止のためのガイドライン「ピッチ・スマート（PITCH SMART）」を発表している他、ジェームズ・アンドリュースを始めとした整形外科医や理学療法士の研究データに基づいた故障予防アプリが発表されている。
日本でも、TJ手術を執刀している慶友整形外科病院院長の伊藤恵康は「肘の靱帯が正常な投手が投球中に靱帯をいきなり切ることはまずありません。小学生時代からの繰り返される負荷により生じた小さなほころびが積み重なって切れてしまう」と語っており、全日本野球協会や日本整形外科学会もアマチュア球界の調査を進めている。同院医師の古島弘三が、2019年までの10年以上にわたり600件以上の手術を担当した患者を分析したところ、高校生以下の子どもがおよそ4割を占め、中には小学生もいたこと、また、2019年1月、野球チームに所属の小学生289人の肘の状態を検査した結果、過去に肘を傷めたり、現在肘を傷めたりしている選手は89人で28％いたことが報じられた。
その他、野球特化傾向が進んだことが若年時のダメージ蓄積に影響しているという意見もある。アメリカではアマチュアスポーツの掛け持ちが一般的であったが、近年は1つの種目に特化して取り組む傾向が進み、1年中野球に取り組む者が珍しくなくなった。ASMI所属医師のグレン・フライシグによると、こうして野球特化傾向が進んだことにより20歳までに重大な故障を負うリスクは以前の3倍に膨れ上がったという。しかしアメリカ国内出身者と中南米出身者とでTJ手術に至る率がほぼ同じであることから、野球特化傾向による説は成り立たないと言う意見もある。また、アメリカ以上に1種目特化傾向や全国高等学校野球選手権大会等で連戦連投を強いられる傾向が強い日本の投手はなぜTJ手術に至ることが少ないのかという声もあるが、これについては「ウエイトトレーニングの少なさ」や「TJ手術が定着していないため手術に踏み切らない選手が多い」ことが挙げられている。

### 投球フォームによる影響

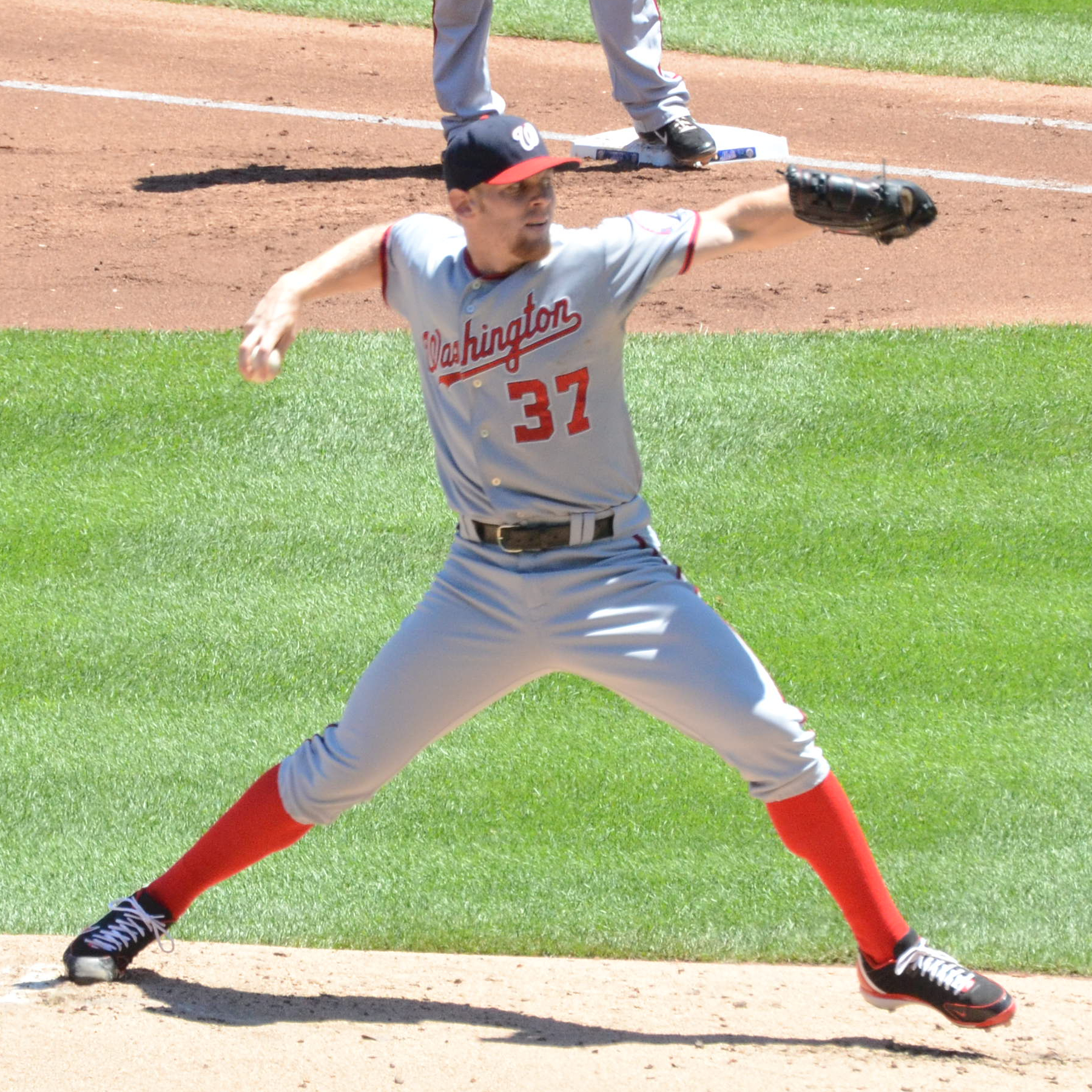
逆W字型の典型例として挙げられるスティーブン・ストラスバーグの投球フォーム

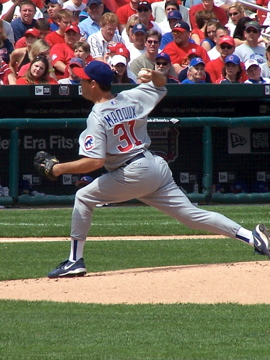
グレッグ・マダックスの投球フォーム

ジェームズ・アンドリュースを始めとする整形外科医やかつてシカゴ・ホワイトソックスで投手コーチを務めたドン・クーパーを始めとする球界関係者らは「靭帯損傷の最大の原因は投球フォーム」と主張している。
特に、両腕の肘が両肩よりも上になる逆W字型の投球フォームが肘へ悪影響を与えると言われており、グレッグ・マダックスの様に利き腕と反対側の肘が肩よりも上にならない投球フォームが理想と言われている。逆W字型の投球フォームは身体に比べて腕が遅れて出てくるため、下半身等へ力が分散されることなく肘にダメージが集中してしまうと考えられている。

### 手術の認知度が高まったことによる影響
重大な故障が増えたのではなく、成功率向上によって手術への抵抗感や心配が和らぎ、「騙し騙し投球するよりも手術するべき」という認識が広まったことにより、単に手術へのハードルが低くなっただけではないかという指摘もある。将来的な手術の可能性が判明していながらプロ契約に至るケースも増え、実際に日本のアマチュア球界から直接MLB球団とのメジャー契約に至った田澤純一の場合、入団前に球団が行った身体検査の時点で将来的にTJ手術に至る可能性があることが既に示されていながらも契約に至ったという。

### 球種による影響
アメリカではカーブの投球が主たる要因の1つであるという俗説があるが、ASMIが過去の学術論文を精査したところ、カーブと肘の故障を明確に関連付ける生体力学的・疫学的なデータは見つからなかった。ただしASMIは、「子供は十分な身体的成熟や神経筋のコントロールができておらず、適切なコーチングを受けていない可能性もあるため、依然として、基本的な投球動作から始め、速球、チェンジアップと段階を踏んで習得するべきであろう」という見解を出している。
また、スプリッターやスライダーの投球についても、要因になると一般的に考えられている。スライダーに関しては、実際に肘の痛みのリスクが86％上昇するという研究や、投球動作が速球やカーブに比べて故障に繋がりやすいという研究がある。スプリッターについての明確な研究は少ないが、近年の投手を対象とした調査によると、サンプルサイズが少ないことに留意する必要があるが、スプリッターを多投することが故障に繋がるとは言い切れないことが示されている。

### プロ入り後の登板間隔による影響
日本では2014年にダルビッシュ有が「中4日は絶対に短い。球数はほとんど関係ない。120球、140球投げさせてもらっても、中6日あれば靱帯の炎症もクリーンに取れます」と発言したことから、MLBで主流となっている中4日の先発ローテーションを主たる要因とするような報道がある。
しかし中4日の先発ローテーションはTJ手術が急増する以前の1980年代から機能してきたことや、「プロ入り後の作業負荷は発達途上の段階で生じた損傷を加速化させているに過ぎない」というASMIの研究から、この説を手術急増の要因とするのはアメリカでは少数意見となっている。
ただし、先発投手の負担軽減策として登板間隔を緩める動きはあり、実際に2011年にシカゴ・ホワイトソックスが一時的にリリーフ投手を減らして先発6人制のローテーションを試したことがあった。しかし前述のダルビッシュ自身も認めているように、恒常的に登板間隔を緩めるためには、ロースター枠増大で少なくとも1500万ドル以上のコストが増すことや、既に高額契約を結んでいる先発投手の費用対効果が悪化するなど様々な問題が生じることが挙げられている。選手編成側の意見としてはテキサス・レンジャーズGMのジョン・ダニエルズは「6人ローテーションが機能するためには投球のクオリティが上がることが条件になる。より質の高い28～29先発か、それより少し落ちた34先発か、どちらを選ぶかの問題だ。そして今の時点では、質が高くなると自信を持って言える人はいないんじゃないかな」と語っている。

## この手術を経験した人物

### 野球選手以外
- リチャード・シャーマン
- 立川志ら門[32]